# Geneosperma
Geneosperma is een geslacht van schimmels dat behoort tot de familie Pyronemataceae. De typesoort is Geneosperma geneosporum.

## Verspreiding
Volgens Index Fungorum telt het geslacht twee soorten (peildatum april 2024):
| Soortnaam               | Auteur(s)          | Publicatiejaar |
| ----------------------- | ------------------ | -------------- |
| Geneosperma geneosporum | Rifai              | 1968           |
| Geneosperma laevisporum | Korf & W.Y. Zhuang | 1987           |